# Barrio San Bartolo
Barrio San Bartolo är en ort i Mexiko.   Den ligger i kommunen Xalatlaco och delstaten Mexiko, i den sydöstra delen av landet, 40 km sydväst om huvudstaden Mexico City. Barrio San Bartolo ligger 2 724 meter över havet och antalet invånare är 386.
Terrängen runt Barrio San Bartolo är kuperad åt sydost, men åt nordväst är den platt. Terrängen runt Barrio San Bartolo sluttar västerut. Runt Barrio San Bartolo är det tätbefolkat, med 356 invånare per kvadratkilometer. Närmaste större samhälle är Metepec, 19,3 km väster om Barrio San Bartolo. Trakten runt Barrio San Bartolo består till största delen av jordbruksmark.